# Phytorus laysi
Phytorus laysi là một loài bọ cánh cứng trong họ Chrysomelidae. Loài này được Medvedev & Moseyko miêu tả khoa học năm 2002.